# Controverse autour des traitements à l'hydroxychloroquine ou à l'ivermectine contre la Covid-19
Wikipédia ne donne pas de conseils médicaux ou sanitaires. Cet article est susceptible de contenir des informations obsolètes ou inexactes. Seul un professionnel de la santé est apte à vous fournir un avis médical, et seules les autorités sanitaires de votre pays sont compétentes pour donner des consignes de santé publique relatives à la pandémie de Covid-19.
 (mars 2022).
 (9 mars 2022).
Les controverses autour des traitements à l'hydroxychloroquine ou à l'ivermectine contre la Covid-19 résultent de la promotion de ces médicaments par certaines personnalités controversées pour traiter la maladie à coronavirus 2019 alors qu'aucun bénéfice probant dans cette indication n'a jamais été établi.

## Contexte général
Dans le développement et recherche de médicaments contre la Covid-19, l'intérêt pour la chloroquine et l'hydroxychloroquine est relancé, alors que des études sur le SRAS de 2002 ont semblé montrer leur efficacité, mais uniquement in vitro,. La mesure de leur efficacité in vivo contre le virus SARS-CoV-2 responsable de la pandémie de Covid-19 est dès février 2020 examinée et discutée entre scientifiques. La chloroquine, puis l'hydroxychloroquine ont eu une large promotion sur les médias sociaux, surtout en France après une publicité prématurée du professeur Didier Raoult, reprise par le président des États-Unis Donald Trump. Cet emballement médiatique pour un seul traitement a entravé la recherche de traitements divers contre la Covid-19.
Fin mai 2020, une étude est publiée dans The Lancet, contre l'utilisation de la molécule, qu'elle considère comme aggravant les risques pour les patients, mais elle est rétractée quelques jours plus tard. Après l'affaire Raoult, c'est la seconde affaire qui met en lumière le manque de rigueur de certaines études. Durant toute l'année 2020, de nombreuses publications scientifiques apportent des éléments pour ou contre l'utilisation de l'hydroxychloroquine, que ce soit en prophylaxie, en début d'infection ou en cas de symptômes graves. Les doses prescrites, les durées de traitement et les associations avec d'autres médicaments varient lors de chaque étude, ainsi que la comparaison avec des groupes de contrôle.
Cependant, au cours de 2020, les méta-analyses et revues systématiques tendent de plus en plus à montrer que l'hydroxychloroquine n'est pas efficace en prévention de la Covid-19, et qu'il n'y a pas de preuve scientifique forte pour appuyer son usage en traitement de la Covid-19. L'Organisation mondiale de la santé donne un avis négatif de l'usage de l'hydroxycloroquine contre la Covid-19 pour les patients hospitalisés et à des fins de prévention et avise de restreindre l'usage avant l'hospitalisation à des essais approuvés, et ne donne pas de prescription hors AMM (off-label). Au deuxième trimestre 2021, la controverse est éteinte : l'hydroxychloroquine n'est plus envisagée comme un traitement efficace et bon marché.
Entre alors en scène l'ivermectine,, anthelminthique dont la notoriété auprès du grand public contre le COVID-19 est introduite, dès la fin 2020, par Pierre Kory, spécialisé en médecine de soins critiques à Milwaukee, dans le Wisconsin, qui a qualifié la molécule de wonder drug, « médicament merveilleux ». La revue Frontiers in Pharmacology, qui a accepté une prépublication de Kory en janvier 2021, décide de l'annuler début mars au motif que l'article est à la fois insuffisamment étayé et entaché de conflits d'intérêts. Les principales agences sanitaires émettent des avis négatifs au sujet de l'utilisation de l'ivermectine contre cette maladie, comme la Food and Drug Administration, l'Agence européenne des médicaments et l'Organisation mondiale de la santé. Pierre Kory  parle de « censure » après le retrait de son article, tandis que des observateurs notent la politisation de ce médicament. La méta-analyse de Kory est finalement publiée en juin par American Journal of Therapeutics, ce qui relance la médiatisation de la molécule à travers la Front Line COVID-19 Critical Care Alliance (FLCCC Alliance), organisation dirigée par Kory. Un organisme de recherche français, l'Institut Pasteur, publie début juillet une étude réalisée sur le hamster montrant que « la prise de ce médicament à des doses standards permet de réduire dans un modèle animal les symptômes et la gravité de l'infection au SARS-CoV-2 », sans pour autant avoir d'impact sur la charge virale,. Le sujet, qui diffusait dans l'ensemble de la société à travers le monde depuis le début de l'année,, occupe alors un espace médiatique croissant, notamment en France,,,,, tandis que certains responsables politiques locaux s'en emparent,,, achevant de rapprocher sa trajectoire médiatique de celle de l'hydroxychloroquine,,.

## Hydroxychloroquine

### Évaluation d'effets indésirables
Dès 1955, la France a commercialisé un médicament à base d'hydroxychloroquine : le Plaquenil, alors accessible en vente libre en pharmacie et remboursé par l'assurance maladie. Après une réévaluation périodique en 2018, les laboratoires Sanofi déposent à l'ANSM une demande de mise à jour des informations disponibles sur ses médicaments à base de chloroquine (Nivaquine) et d'hydroxychloroquine (Plaquenil),; l'ANSM demande alors le 8 octobre 2019, de classer l'hydroxychloroquine, reconnue pourtant moins vénéneuse que la chloroquine[réf. souhaitée], sur la liste II des substances vénéneuses (médicaments comprenant des substances toxiques). Ainsi, par une procédure antérieure à la pandémie, l'hydroxychloroquine est classée par l'arrêté du 13 janvier 2020 pour la raison, selon l'avis de l'ANSM, d'effets indésirables graves.
| Produit              | / Signalements | Trouble gastrointestinal | %     | Troubles cardiaques | %    | Décès  | ‰     |
| -------------------- | -------------- | ------------------------ | ----- | ------------------- | ---- | ------ | ----- |
| Chloroquine          | 7 805          | 2 302                    | 29.5% | 620                 | 1.6% | 19     | 2.4‰  |
| Hydroxychloroquine   | 37 975         | 6 930                    | 18.2% | 2 150               | 5.7% | 116    | 3.1‰  |
| Ivermectine          | 7 371          | 2 077                    | 28.2% | 171                 | 2.3% | 26     | 3.5‰  |
| Covid 19 vaccine     | 5 239 635      | 876 319                  | 16.7% | 315 283             | 4,1% | 25 881 | 4.9‰  |
| Acetylsalicilic acid | 208 141        | 78 566                   | 37.8% | 8 832               | 4.2% | 1 523  | 7.3‰  |
| Ritonavir            | 17 423         | 3 187                    | 18.3% | 758                 | 4.4% | 359    | 14.9‰ |
| Paracetamol          | 202 094        | 32 358                   | 16.0% | 5 765               | 2.9% | 4 114  | 20.4‰ |

Lors de la pandémie de Covid-19 début 2020, différents médicaments sont testés contre la maladie sur un nombre grandissant de malades dès janvier. Une première piste est celui des antiviraux, parmi lesquels la chloroquine, une molécule initialement antipaludique, et sa variante, l'hydroxychloroquine, qui ont aussi un effet anti-inflammatoires contre le rhumatisme et qui ont montré quelque efficacité in vitro sur le SRAS de 2002, ainsi que le produit nouveau Remdésivir, encore en développement contre l'Ebola de 2014/15.
Partant de ces deux aspects, l'hydroxychloroquine va être testée in vivo et dans des essais cliniques. En France, l'ANSM autorise dans la période mars-mai  2020, 16 essais cliniques évaluant l'hydroxychloroquine. Pour la période 23 janvier–5 mai 2020, 217 essais avec l'hydroxychloroquine sont inventoriés mondialement, engendrant un flot de publications dans la période mars–novembre 2020.

### Chronologie

#### Janvier 2020
En France, par l'arrêté du 13 janvier 2020 (JO du 15), l'hydroxychloroquine est retirée des produits en vente sans ordonnance et est classée sur la liste II des substances vénéneuses.

#### Février 2020: premiers essais avec le précurseur chloroquine et l'hydroxychloroquine en Chine et en France
Le 4 février, quatre chercheurs du laboratoire d'État de virologie de Wuhan relatent l'efficacité in vitro de la chloroquine pour inhiber le virus de la Covid-19. Les auteurs postulent que les activités antivirale et immuno-modulatrice de la chloroquine pourraient in vivo agir synergiquement.
Le 18 février, dans une lettre publiée le 29 février, trois pharmacologues chinois expliquent que le phosphate de chloroquine a « montré une efficacité apparente et une innocuité acceptable contre la pneumonie associée au Covid-19 dans des essais cliniques multicentriques menés en Chine ». Ils recommandent de l'inclure dans la liste des traitements antiviraux dans les Lignes directrices publiées par la Commission nationale de la santé.
En France, l'Inserm tempère cette recommandation et rappelle qu'aucune prise de médicament, quel qu'il soit n'est anodine, et qu'il ne faut pas se faire prescrire la molécule pour l'utiliser en automédication.
Dans les semaines suivantes la chloroquine, puis aussi l'hydroxychloroquine seront testées, utilisées ou recommandées par les autorités sanitaires chinoises, sud-coréennes, italiennes et néerlandaises contre la Covid-19.
Ainsi, en France, une étude préclinique de l'hydroxychloroquine in vivo sur des primates est lancée sous l'égide du consortium multidisciplinaire REACTing, l'Université d'Aix-Marseille étant un des participants.
Le 25 février, alors qu'en France la première alerte de personnes infectées est donnée dans l'Oise, le professeur Didier Raoult, directeur d'un autre institut à Marseille, l'IHU Méditerranée Infection, prédit une « fin de partie » pour le virus grâce à la chloroquine dans une vidéo intitulée Coronavirus : fin de partie ! et dit que la Covid-19 « est probablement l'infection respiratoire la plus facile à traiter »,. Cette première déclaration du Dr Raoult sur les réseaux sociaux est critiquée par des médecins et scientifiques français pour son manque de pondération, les données cliniques étant alors limitées. De plus, selon certains, la chloroquine peut déclencher des effets secondaires potentiellement sérieux,. Les publications scientifiques de l'équipe Raoult du 26 février (preprint on-line du 15 février) (qualifié comme « narrative letter ») et de mai (preprint on-line du 12 mars) sur la chloroquine sont beaucoup plus modestes, présentent des hypothèses et parlent de la nécessité de vérification.
Le 5 mars, deux chercheurs de ces deux institutions marseillaises, l'Université d'Aix-Marseille et IHU Méditerranée Infection, attirent l'attention sur le fait que la chloroquine doit être dosée très précisément, car un surdosage augmente les risques cardio-vasculaires pour les patients.
Le 10 mars, les auteurs d'une analyse de la littérature, y compris 23 tests en cours fin février, estiment que, quant à l'éthique médicale, l'usage de la chloroquine contre la Covid-19 est « expérimental » plutôt qu'« off-label » et ils précisent que « l'utilisation clinique doit soit adhérer au cadre d'utilisation surveillée des interventions non enregistrées (MEURI), soit être éthiquement approuvée comme essai, comme indiqué par l'Organisation mondiale de la santé. Il est urgent de disposer de données de sécurité et de données issues d'essais cliniques de haute qualité ».

#### Mars 2020: essais cliniques phaseIen divers pays
Le 3 mars, une étude clinique phase I randomisée en double aveugle réalisée en Chine à l'université Fudan avec deux groupes de 15 patients pour évaluer l'efficacité et la sécurité de l'hydroxychloroquine dans le traitement des patients atteints de la Covid-19, ne détecte pas d'effet d'un traitement à l'hydroxychloroquine : ni la durée d'hospitalisation, ni le délai de disparition de la fièvre, ni l'état radiologique des poumons ne sont modifiés. L'étude conclut à la nécessité de faire un test à plus grande échelle, et met en lumière les dangers d'un surdosage, qui pourrait aggraver la maladie.

#### Mi-mars 2020: naissance de la controverse par une publicité infondée
Le 16 mars 2020, le Dr Raoult recommande l'association (hydroxy)chloroquine - azithromycine,.
Ce jour, il diffuse sur les réseaux sociaux une autre vidéo dans laquelle il annonce à ses étudiants les résultats positifs de l'étude pilote par son équipe,. Le 17 mars, le journal Les Échos titre : Exclusif - Coronavirus : « On sait guérir la maladie ». Cette vidéo enclenche une forte médiatisation et réaction en France, ce qui cause un engouement de la part du public pour ce possible traitement. Outre-Atlantique, le président américain Donald Trump s'enthousiasme pour la chloroquine et affirme le 19 mars que ce remède est « approuvé » par les États-Unis, propos immédiatement nuancé par la FDA qui explique que la chloroquine est « approuvée » pour le paludisme et l'arthrite, mais qu'en ce qui concerne la Covid-19, il faudra attendre un « essai clinique étendu »,,.
L'étude clinique phase I de l'équipe Raoult, publiée le 20 mars dans la revue International Journal of Antimicrobial Agents,, « ne justifie pas des conclusions allant si loin », et la communauté scientifique exprime très rapidement de fortes réserves sur la qualité de ce travail,,,,. Selon Didier Raoult, après 6 jours de traitement avec la chloroquine, seulement 25 % des patients seraient encore porteurs du virus, la proportion étant de 90 % pour ceux qui n'en prennent pas. Mais de nombreux reproches sont faits au médecin : par exemple, la taille du groupe participant à l'essai est de seulement 24 patients, le choix des patients recevant ou non le traitement n'a pas été fait au hasard mais réalisé par ceux qui ont conduit l'essai (ce n'est pas un essai « randomisé »), quelques personnes dans un état grave ont été exclues de l'essai, l'essai n'a pas été effectué en « double aveugle », c'est-à-dire que les patients non traités n'ont pas reçu de placebo, le critère pour évaluer si le patient est porteur du virus est la charge virale dans les écouvillons, l'étude ne mentionne pas la valeur de leur charge virale initiale, etc,,. Pourtant, c'est cette étude qui, selon Le Parisien, « a popularisé l'usage de la chloroquine ». Mathieu Rebeaud, doctorant biochimiste à l'Université de Lausanne, déclare : « c'est la première fois que, sur la base d'essais cliniques aussi préliminaires, j'assiste à un tel emballement ». Il est également reproché à cette étude que l'éditeur en chef de la revue International Journal of Antimicrobial Agents est membre de l'équipe de Raoult et co-auteur de l'étude,. Des conflits d'intérêts sont suspectés.
Le 21 mars, le CDC américain note que dans plusieurs pays, la chloroquine ou l'hydroxychloroquine est recommandée pour le traitement des personnes hospitalisées infectées par la Covid-19 bien qu'il n'y ait pas une telle recommandation aux États-Unis, ajoutant que des essais cliniques préliminaires pour évaluer l'innocuité et l'efficacité de l'hydroxychloroquine pour le traitement de l'infection à la Covid-19 sont prévus aux États-Unis, mais le CDC a déclaré que « l'utilisation, le dosage ou la durée de l'hydroxychloroquine pour la prophylaxie ou le traitement de l'infection par le SARS-CoV-2 n'ont pas été établis à ce moment ».
En Amérique du Nord, les autorités sanitaires mettent plus en avant les contre-indications pour les personnes souffrant de maladies cardiaques ou de diabète,.
Le 23 mars, le ministre de la Santé français annonce qu'il va autoriser l'usage de l'hydroxychloroquine hors AMM pour la Covid-19 dans ses « formes graves, hospitalières, sur décision collégiale des médecins et sous surveillance stricte » (autorisation effective le 26 mars 2020,). Elle reste déconseillée dans les autres cas, dans l'attente de preuves de son efficacité et de son innocuité sur les patients atteints de la maladie.
Le 24 mars 2020, le ministère de la Santé, le Collège des médecins et l'Ordre des pharmaciens du Québec déplorent l'émission d'ordonnances de chloroquine ou d'hydroxychloroquine contre la Covid-19 et les jugent inappropriées et non indiquées, à la lumière de l'état de la situation au Québec et des données scientifiques actuellement disponibles,.
Le 25 mars, le Huffington Post avertit contre « tout miser sur un seul produit » et avance la « nécessité de tester tout un tas de produits ».
Le 27 mars 2020, l'équipe de Didier Raoult met en ligne une étude clinique phase I plus ample, portant sur 80 patients, dont 65 (81 %) ont connu « une évolution favorable » et sont sortis de l'hôpital au bout de moins de cinq jours en moyenne,. L'étude est critiquée car elle ne comporte pas de groupe-contrôle. Et le médecin généticien Axel Kahn commente ironiquement : « Très intéressant. Les données connues sur 600 000 cas sont : 85 % de cas bénins, 15 % de cas sévères, 5 % de cas en soins intensifs. Chiffres retrouvés aussi chez les 80 personnes traitées à l'IHU de Marseille ».
Fin mars 2020, 36 experts urgentistes (de 12 pays) ont publié un guide de bonnes/meilleures pratiques, basé sur 53 enjeux pertinents pour gérer les cas graves de Covid-19 en soins intensifs. Les urgentistes, dans l'attente de résultats d'essais en cours, ont dit ne pas être en mesure d'émettre une recommandation pour ou contre la chloroquine. Les auteurs notent que dans les pays où la chloroquine est indisponible, l'hydroxychloroquine est une alternative.
Parallèlement, fin mars, les déclarations de pharmacovigilance, signalant des cas de toxicité cardiaque après l'usage de l'hydroxychloroquine en automédication, se multiplient en France.
Le 30 mars, une  étude clinique phase I randomisée de l'hôpital RenMin l'université de Wuhan en Chine publiée en preprint, conclut que « le potentiel de l'hydroxychloroquine pour le traitement de la Covid-19 a été partiellement confirmé,, ».
Le même jour, le professeur Molina de l'hôpital Saint-Louis publie dans le journal de Médecine et Maladies Infectieuses une étude clinique phase I sans groupe de contrôle sur onze patients dont dix sous oxygénothérapie. Contrairement à la première publication du Pr Raoult, qu'elle a tenté, sans succès, de reproduire, elle ne constate pas de disparition rapide du virus sous hydroxychloroquine et azithromycine pour la majorité des patients. Les auteurs de l'étude rappellent, en outre, l'absence d'efficacité virologique ou clinique de la chloroquine dans un grand nombre d'infections virales où elle a été testée en prophylaxie,,

#### Fin mars - avril 2020: multiplication des essais et augmentation de la consommation
Après cette médiatisation, le nombre d'essais cliniques de l'hydroxychloroquine monte remarquablement ainsi que le nombre de prescriptions,.
Consécutivement à des annonces médiatiques sur le traitement des infections dues au virus de la Covid-19, de nombreuses personnes ont acheté en mars - avril 2020 le produit, provoquant une moindre disponibilité pour les porteurs de lupus, pour lesquels l'hydroxychloroquine est un traitement efficace de référence. Selon Johanna Clouscard, présidente de Lupus France, « des gens avaient acheté des boîtes en quantité, dans l'intention de les revendre ensuite » et des pénuries locales ont été constatées au Royaume-Uni, en Thaïlande et en France.
Toutefois le laboratoire pharmaceutique français Sanofi a démenti le 10 avril toute rupture dans l'approvisionnement. Il a par ailleurs promis de faire don de 100 millions de doses d'hydroxychloroquine à une cinquantaine de pays.
Aussi, en Afrique, début avril, il était envisagé d'utiliser largement l'hydroxychloroquine dans la plupart des pays africains.
D'autre part, l'Inde (principal producteur du médicament), interdit le 25 mars 2020 l'exportation d'hydroxychloroquine avant d'assouplir rapidement cette interdiction à la suite de l'intervention du président américain Donald Trump auprès du premier ministre indien Narendra Modi. Au 23 mai 2020, l'Inde a au contraire déjà fourni 446 millions de comprimés d'hydroxychloroquine à 33 pays et prévoit d'augmenter sa production dans les mois à venir.
Le projet international Solidarity Trial, une étude clinique phase III-IV sur les traitements possibles contre la Covid-19 inclut l'hydroxychloroquine, écarté au début de ses études. Aussi, l'étude clinique phase III européen Discovery, une déclinaison de la Solidarity trial lancé le 30 mars, inclut l'hydroxychloroquine comme un des produits étudiés.
Hycovid, une étude clinique phase II, est lancée le 1er avril par le CHU d'Angers et 36 autres hôpitaux et devra permettre une comparaison de ses résultats à ceux de l'IHU-Méditerranée sur hydroxychloroquine seule, car ils seront basés sur un protocole médical analogue, s'adressant notamment à des patients atteints de formes moins sévères de Covid-19.
Le 24 avril, le professeur Mathieu Molimard, s'appuyant sur la pharmacocinétique, affirme que l'hydroxychloroquine ne peut pas être efficace contre la Covid-19, au risque de tuer le patient.
Fin avril, début mai, l'attention est attirée sur le fait que l'hydroxychloroquine est un facteur de risque en cas de déficit en glucose-6-phosphate déshydrogénase, le déficit enzymatique le plus répandu dans le monde (400 millions de personnes mondialement, et davantage d'hommes que de femmes) et peut causer alors une anémie hémolytique.

#### Avril-mai 2020: mises en garde aux États-Unis, en Europe et au Canada, autorisation en Inde
Le 8 avril, l'association américaine de cardiologie demande un suivi particulier des patients ayant des problèmes cardiaques, et prenant de la chloroquine ou de l'azithromycine.
Le 9 avril, Magnus Gisslén, professeur de maladies infectieuses et médecin à l'hôpital de Sahlgrenska, le plus grand hôpital pour les maladies infectieuses de Suède souligne qu'aucun hôpital en Suède n'utilise plus ce médicament.
Le 21 avril aux États-Unis, le NIH déconseille l'utilisation de la combinaison hydroxychloroquine/azithromycine du fait de sa toxicité, et conclut aussi de l'analyse des données cliniques disponibles qu'à part les soins de soutien, « rien ne marche très bien ».
Le 23 avril, l'Agence européenne des médicaments (EMA), basée à Amsterdam, met en garde contre l'utilisation de la chloroquine et de l'hydroxychloroquine. Ce même jour, un article de Mediapart alerte contre l'utilisation de la chloroquine, qui serait responsable de troubles cardiaques. En date du 9 avril 2020, 54 cas de troubles cardiaques liés à la prise d'hydroxychloroquine, dont huit décès, ont été répertoriés en France. Le lendemain, un article du Monde va dans le même sens. Selon la responsable d'un Centre Régional de pharmacovigilance, ces chiffres pourraient être « la partie visible d'un iceberg », 95 % des anomalies liées à la prise d'un traitement n'étant jamais déclarées,.
Le 26 avril, le Canada met en garde contre l'utilisation de la chloroquine et de l'hydroxychloroquine.
Le 3 mai, le chef du service de pharmacologie médicale du CHU de Bordeaux, Mathieu Molimard, affirme qu'« aucune des recherches menées sur l'hydroxychloroquine n'a pu prouver son efficacité contre le coronavirus. Il est donc nécessaire de se concentrer sur d'autres molécules, au risque de perdre trop de temps ».

#### 22 mai - 4 juin 2020: le Lancet Gate
Le 22 mai 2020, une méta-analyse des données médicales anonymisées collationnées par l'entreprise américaine Surgisphere et publiée dans The Lancet arrive à la conclusion que l'utilisation de l'hydroxychloroquine est corrélée à un risque d'arythmie ventriculaire et à un plus grand danger de décès hospitalier que d'autres traitements. L'article est vivement critiqué, et rétracté le 4 juin 2020, la société Surgisphere ayant refusé de communiquer les données brutes pour un audit indépendant.
- Le 25 mai, au regard de ces dernières publications scientifiques[pas clair], et en application du principe de précaution, l'OMS suspend les essais cliniques sur l'hydroxychloroquine. En France, l'Agence nationale de sécurité du médicament fait de même[129].
- Le 26 mai, en France, le Haut Conseil de la santé publique recommande de « ne pas utiliser l'hydroxychloroquine dans le traitement de la Covid-19 »[130],[131] et l'autorisation de prescrire l'hydroxychloroquine contre la Covid-19 est annulée par décret[132].
- Au contraire, au Royaume-Uni, l'agence de réglementation des médicaments et des produits de santé autorise l'essai Recovery à continuer à recruter dans le bras hydroxychloroquine[133].
- En Espagne, où aucune alerte de santé n'a été reçue, l'étude du Lancet est considérée ne pas apporter de preuves suffisamment solides pour cesser d'utiliser l'hydroxychloroquine[134].

Le 28 mai, une centaine de médecins du monde entier publient une lettre ouverte pointant les dix travers principaux concernant la méthodologie et l'intégrité des données citées dans l'article du Lancet. Ils demandent au Lancet de produire les commentaires de revue par les pairs qui ont conduit à accepter la publication. Ils jugent qu'il est indispensable que Surgisphere fournisse des détails sur la provenance des données et au minimum des données agrégées au niveau hôpital, et que les analyses soient validés par un groupe nommé par l'OMS ou une autre institution indépendante réputée,.
Le 29 mai, l'article du Lancet est corrigé à la marge par ses auteurs, mais leurs conclusions restent inchangées.
Le 2 juin 2020, The Lancet émet une « mise en garde » sur l'intégrité des données, et indique que, « bien qu'un audit indépendant sur la provenance et la validité des données ait été commandé par les auteurs non affiliés à Surgisphere et soit en cours », cette « expression d'inquiétude » correspond aux « très nombreuses critiques » suscitées par l'étude.
Le 3 juin 2020, l'OMS annonce la reprise des essais cliniques sur l'hydroxychloroquine.
Le 4 juin 2020, la porte-parole du gouvernement français déclare qu'Olivier Véran a demandé des éclaircissements au Lancet.
Le 4 juin 2020, trois des quatre auteurs rétractent l'article, la société Surgisphere ayant refusé de communiquer ses données brutes pour un audit indépendant,.
L'affaire du Lancet a des effets délétères sur les recherches en cours. Ainsi l'essai randomisé en double aveugle avec placebo COPCOV dirigé par le professeur Nicholas White vise à déterminer si la chloroquine ou l'hydroxychloroquine sont efficaces pour empêcher ou minimiser l'infection en traitant préventivement jusqu'à 40 000 travailleurs médicaux dans le monde. L'étude est lancée le 21 mai 2020 en Grande-Bretagne. Elle est interrompue le 26 mai et n'est autorisée à reprendre que le 29 juin. Les promoteurs de l'étude constatent qu'il est devenu plus difficile de recruter des participants à l'essai en raison de la façon dont le médicament a été présenté par les médias et d'autres,.

#### Juin 2020: des opinions divisées
Début juin 2020, les opinions sur l'hydroxychloroquine dans le traitement de la Covid-19 sont toujours divisées.
Avant juin 2020, l'hydroxychloroquine est incluse dans le protocole de traitement dans de nombreux pays du monde, dont la Chine, l'Inde, le Brésil et la Corée du Sud,.
En mai-juin, plusieurs pays retirent l'hydroxychloroquine du protocole. Le 15 juin, la Food and Drug Administration des États-Unis révoque l'autorisation d'utilisation en urgence de l'hydroxychloroquine, en raison de son inefficacité à traiter la Covid-19 et des dangers qu'elle présente pour la santé des malades aux dosages qui étaient recommandés.
Le 8 juillet, un rapport de pharmacovigilance couvrant une période de 102 jours à partir du 27 mars alerte sur 4 décès inexpliqués, ainsi que sur plus d'une centaine de problèmes cardiaques étant survenus chez des patients Covid-19 traités à l'hydroxychloroquine.

#### Juillet-octobre 2020: décisions nuancées
Le 3 juillet, l'OMS prend une décision nuancée concernant l'hydroxychloroquine : les recherches cliniques sont arrêtées, mais pas les études concernant les patients non hospitalisés ou les recherches pour prévenir l'apparition de la maladie.
Fin juillet, début août, malgré les résultats contradictoires des études, la presse présente comme un consensus scientifique international le fait que l'hydroxychloroquine ne suffit pas pour lutter contre la Covid-19,,,, et selon Brett Giroir (en), assistant secrétaire d'État pour la Santé et représentant des États-Unis au Conseil d'administration de l'OMS, « il est temps de passer à autre chose ». Le 3 août, le magazine Futura Santé fait l'inventaire de plusieurs nouvelles études qui démontrent l'inefficacité de l'hydroxychloroquine dans le cadre de l'infection au SARS-CoV-2. La Revue médicale suisse et les Hôpitaux universitaires de Genève publient eux aussi des récapitulatifs des études réalisées sur le traitement à la chloroquine, qui concluent également à son inefficacité,.
Le 19 août, la Chine déconseille l'utilisation de l'hydroxychloroquine dans le traitement des patients atteints de Covid-19. Toutefois elle ne retire pas la recommandation originelle, datant de février, de l'utilisation de la chloroquine.
D'après un article du journal suisse Heidi News du 14 octobre 2020, le traitement en milieu hospitalier, bien qu'étant considéré par de nombreux chercheurs comme n'ayant eu aucun ou très peu d'effets bénéfiques, reste, pour nombre d'entre eux, un moyen de prévention ou de traitement possible en début d'infection.
Le 21 octobre, en France, l'Agence du médicament refuse la « recommandation temporaire d'utilisation » de l'hydroxychloroquine pour le traitement de la Covid-19 demandée par les docteurs Philippe Brouqui et Didier Raoult dans une lettre du 3 août 2020.
Le 11 décembre 2020, à la suite d'une pétition de médecins,, le Conseil d'état italien autorise la prescription hors AMM (off-label), par ordonnance, pour la Covid-19 en phase précoce. L'autorisation d'usage off-label n'est pas une recommandation pour ou contre le produit, et est à distinguer de la « recommandation temporaire d'utilisation » refusée en France.

#### 2021
En janvier 2021, l'hydroxychloroquine, ainsi que le Remdesivir, médicaments antiviraux, sont considérés comme ne fonctionnant pas (ou pas assez) contre la Covid-19, aussi l'attention des chercheurs se tourne vers d'autres traitements.
Ainsi, Farid Arezki écrit en janvier 2021 dans son livre sur cette période : « Dès le début, on a eu largement recours à l'hydroxychloroquine même si les médecins étaient divisés sur le sujet. Mais au bout d'un certain temps, on s'est rendu compte que ça ne changeait pas grand-chose sur les patients. […] L'hydroxychloroquine du big buzz se retrouve dans la même poubelle que le remdesivir du Big Pharma. ».
Le 2 mars 2021, l'OMS émet une « forte recommandation » à l'intention des personnes non atteintes de la Covid-19 : l'hydroxychloroquine ne devrait pas être utilisée à titre préventif dans la lutte contre la pandémie de Covid-19. Le groupe d'experts de l'OMS ayant émis cet avis affirme s'être basé sur des preuves de haute certitude provenant de six études randomisées portant sur plus de 6 000 participants qui ont été en contact ou non avec une personne infectée par le virus. Le groupe d'experts estime également que l'hydroxychloroquine ne vaut pas la peine que d'autres études lui soient consacrées et qu'il vaut mieux évaluer d'autres médicaments plus prometteurs afin de prévenir le coronavirus,,.
Le 3 décembre 2021, le Professeur Raoult reçoit un blâme par l'Ordre des médecins pour avoir promu l'hydroxycholoroquine « sans données scientifiques ».

#### 2024
Une étude de l'IHU Méditerranée Infection sur l'hydroxychloroquine, signée notamment du professeur Didier Raoult, est officiellement rétractée pour manquements éthiques et méthodologiques.

### Études
Les listes des études citées ci-dessous sont loin d'être exhaustives et les études n'ont pas toutes le même poids scientifique. Il faut notamment distinguer les études publiées et revues par les pairs, et celles qui ont été « pré-publiées » ( « pré-print » ).

#### Favorables
Le 30 avril, dans une synthèse narrative (en), coécrite par huit membres du collectif « #COVID19 – laissons les médecins prescrire », composé de plus de 1 200 praticiens français, les résultats portant sur 88 personnes, principalement des médecins et leurs proches sont rendus publics. L'étude comprend trois approches thérapeutiques différentes (traitement symptomatique / azithromycine / azithromycine + hydroxychloroquine) ; sa conclusion principale est la diminution significative de la durée de résolution des symptômes en 9 jours dans le cas de la bithérapie azithromycine + hydroxychloroquine, par rapport à 13 jours dans le groupe azithromycine seule et 26 jours dans le groupe bénéficiant d'une prise en charge exclusivement à visée symptomatique (le plus souvent du paracétamol). Publiée mi-juillet dans la revue Asian Journal of Medicine and Health, elle est critiquée par l'Institut Pierre-Louis d'épidémiologie et de santé publique (iPLesp) sur la méthodologie comme sur ses conclusions, l'institut relevant notamment que seule une partie des patients de l'étude ont fait l'objet d'un test Covid.
Une étude chinoise, publiée en pre-print le 1er mai 2020, porte sur 568 patients souffrant de détresse respiratoire critique dont 48 ont reçu 200 mg d'hydroxychloroquine deux fois par jour pendant 7 à 10 jours, en complément de traitements de base comparables (antiviraux et antibiotiques). L'étude rapporte une baisse significative de mortalité chez les patients complémentés avec un risque de décès de 18,8 % pour les patients prenant de l'hydroxychloroquine contre 45,8 % pour les patients n'en prenant pas. Le niveau de cytokine inflammatoire est divisé par quatre pour le groupe hydroxychloroquine et reste inchangé pour l'autre groupe,.
Le 19 juin 2020, la prépublication d'une étude rétrospective française sur 4642 patients de l'AP-HP ne constate pas d'influence de l'hydroxychloroquine, avec ou sans azithromycine, sur la mortalité à 28 jours des patients atteints de la Covid-19. Par contre, cette étude met en avant que la probabilité de sortie de l'hôpital 28 jours après le début du traitement est améliorée de 25 % chez des patients traités avec l'hydroxychloroquine seule. Ceux ayant reçu hydroxychloroquine et azithromycine ne présentent pas un taux de sortie différent, et même « un possible excès de risque de mortalité ». Ces résultats ont été obtenus après correction des données brutes, afin de tenir compte du fait que les patients ayant reçu hydroxychloroquine ou hydroxychloroquine/azithromycine sont plus jeunes de l'ordre de 6 à 8 ans, mais avec des taux d'obésité, de diabète et tabagisme plus élevés de l'ordre de 5 % à 15 %,,.
Le 25 juin 2020, une étude rétrospective sur 3 737 patients traités à l'IHU Méditerranée Infection par l'équipe de Didier Raoult, publiée dans le journal Travel Medicine and Infectious Disease, affirme que l'association hydroxychloroquine (HCQ) et azithromycine (AZ) est efficace  dans le cas où le traitement est administré en phase précoce de la maladie pendant au moins trois jours et avec la posologie : HCQ 200 mg 3 fois par jour et AZ 500 mg le premier jour, puis 250 mg par jour pendant 4 jours,,. Selon le journal Le Monde, l'étude ne convainc pas nombre d'épidémiologistes. Dominique Costagliola, directrice adjointe de l'Institut Pierre-Louis d'épidémiologie et de santé publique (à Sorbonne Université, Inserm) et membre du consortium REACTing, estime que cette étude est « nulle de chez nulle », le groupe de patients ayant reçu le traitement HCQ/AZ ne présentant pas les mêmes caractéristiques que le groupe ne l'ayant pas reçu : les patients HCQ/AZ sont plus jeunes, ont moins de maladies chroniques, et leur atteinte pulmonaire est moins grave. L'étude propose une correction de ce biais, mais qui ne convainc pas Dominique Costagliola. Mathieu Molimard, de l'université de Bordeaux, critique le fait que les deux groupes de patients n'ont pas été traités au même endroit par les mêmes équipes. Il reproche également que le groupe des patients ayant reçu HCQ/AZ ne comporte pas ceux qui l'ont reçu moins de trois jours : ainsi, ceux qui meurent ou vont en réanimation avant trois jours de traitement HCQ/AZ ne sont pas comptés dans le groupe HCQ/AZ. Ce point est également inacceptable pour Anton Pottegard, professeur de pharmaco-épidémiologie à l'Université du Danemark du Sud et qui a contribué à définir des directives approuvées par la Société internationale de pharmaco-épidémiologie concernant les études liées à la Covid-19. Il estime que des problèmes méthodologiques font que l'étude est « 100 % inutile pour guider la pratique clinique ». L'étude ayant cependant été soumise à sept relecteurs du journal de publication, Anton Pottegard affirme qu'elle illustre à nouveau la « faillite complète du système de relecture par les pairs ».
Le 1er juillet 2020, l'International Journal of Infectious Diseases publie une étude rétrospective sur plus de 2 500 patients du système de santé Henry Ford à Détroit et qui conclut que l'hydroxychloroquine contribue à sauver des vies. La mortalité est de 13 % chez les personnes traitées à l'hydroxychloroquine seule, contre 26,4 % chez celles qui n'en ont pas reçu. La majorité des patients ont reçu de l'hydroxychloroquine dans les 48 heures suivant leur admission. Après corrections statistiques, les chercheurs en déduisent que l'hydroxychloroquine seule réduit le taux de mortalité de 66 %, et associée avec l'azithromycine de 71 %, n'observant pas de différence statistiquement significative entre les deux traitements,. L'un des auteurs de l'étude attribue ces résultats, « qui diffèrent des autres études », à un traitement précoce, un dosage différent, et d'autres interventions comme « une surveillance cardiaque attentive ». L'étude est critiquée par des experts parce qu'elle est « observationnelle, rétrospective et non randomisée ou contrôlée ». Anthony Fauci estime qu'elle n'offre pas une rigueur scientifique suffisante pour en tirer des conclusions, déclarant notamment : « De nombreuses personnes ayant reçu l'hydroxychloroquine recevaient également des corticostéroïdes, ce qui, d'après une autre étude, donne un net avantage dans la réduction des décès avec une maladie avancée,. ».
Le 10 mai 2020, une équipe française dont fait partie le professeur Christian Perronne pré-publie une étude rétrospective portant sur 132 patients et réalisée à l'hôpital de Garches entre le 5 mars et le 25 avril 2020. L'étude conclut à « l'intérêt potentiel de la thérapie combinée de HCQ/AZI (48 heures de prise au moins) pour limiter le taux de transfert en soins intensifs ». Selon Futura Sciences, cette étude comporte de multiples imperfections et plusieurs de ses auteurs ont voulu que leur nom en soit retiré,,.
Une étude rétrospective sur l'usage de l'hydroxychloroquine en Belgique, concernant 8 075 patients hospitalisés avant le 1er mai 2020, est publiée en août 2020 dans deux revues à comité de lecture et conclut que « la mortalité observée a été significativement plus faible » dans le groupe des patients ayant reçu de faibles doses d'hydroxychloroquine pendant 5 jours que dans le groupe des patients n'ayant pas reçu ce traitement. Les patients ayant reçu d'autres thérapies que l'hydroxychloroquine ont été exclus de l'étude.

#### Défavorables
La revue Science compile le 10 avril les données disponibles sur la toxicité de l'hydroxychloroquine. Science relaie notamment une étude « pré-publiée » sur le site MedRxiv portant sur les dossiers médicaux de près d'un million de patients prenant de l'hydroxychloroquine pour la polyarthrite rhumatoïde. Cette étude conclut que le risque d'arrêt cardiaque avec l'hydroxychloroquine prise seule est comparable à celui observé avec la sulfasalazine, médicament commun pour l'arthrite, et que la combinaison hydroxychloroquine et azithromycine multiplie ce risque par plus de deux,.
Le 15 avril, la revue Prescrire conclut qu'à cette date les essais cliniques à fortes doses (1 200 mg par jour durant 3 jours, puis 800 mg par jour) ne démontrent pas d'efficacité de l'hydroxychloroquine sur des patients hospitalisés, mais au contraire augmente le risque d'effets indésirables cardiaques graves.
Selon une étude clinique américaine phase II, publiée le 5 juin 2020, l'hydroxychloroquine n'aurait statistiquement pas d'effet bénéfique dans le traitement à un stade tardif de la maladie et augmenterait même la mortalité des patients,.
Deux études rétrospectives américaines successives, l'une publiée le 7 mai 2020 et portant sur 1 376 patients, l'autre publiée le 11 mai 2020 et portant sur 1 438 patients ne permettent pas d'établir que les traitements à l'hydroxychloroquine, à l'azithromycine, aux deux combinés, ou sans ces médicaments sont « significativement associés à des différences de mortalité ». D'après France Culture, la première étude a utilisé un outil statistique portant sur les caractéristiques des individus qui permet de se substituer à la randomisation, et les doses d'hydroxychloroquine sont du même ordre que celles des protocoles de l'IHU de Marseille. Mais les patients ayant reçu l'hydroxychloroquine étaient « plus sévèrement atteints au départ, que ceux qui n'en ont pas reçu – ce qui peut constituer un biais important ». Selon les Hôpitaux universitaires de Genève, la seconde étude est de qualité « intermédiaire », avec, notamment, des groupes « non comparables », les patients sous l'hydroxychloroquine ayant plus de co-morbidités et étant plus malades à l'admission.
Le 14 mai 2020, une étude randomisée chinoise clinique phase IIa réalisée sur 150 patients principalement atteints d'un coronavirus modéré persistant, avec un fort dosage d'hydroxychloroquine, 1200mg/jour pendant les trois premiers jours puis des doses de 800mg/jour, observe que le traitement d'une part n'augmente pas statistiquement significativement le taux de guérison, et d'autre part qu'il cause davantage d'effets secondaires, comme des diarrhées par exemple, chez 30 % des patients ayant reçu l'hydroxychloroquine au lieu de 9 % dans le groupe de contrôle.
Ce même jour, la revue médicale britannique BMJ publie une autre étude cliniques phase II menée par des chercheurs français (publiée en pré-print le 10 avril) qui conclut à l'inefficacité de l'hydroxychloroquine contre la Covid-19 pour 181 patients touchés par des syndromes respiratoires aigus et hospitalisés avec mise sous oxygène : le taux de survie est sensiblement le même dans le groupe traité et le groupe de contrôle,,.
Le 3 juin, le New England Journal of Medicine publie une étude randomisée de chercheurs nord-américains (université du Minnesota), réalisée en double-aveugle, et portant sur 821 personnes en contact avec des personnes infectées par le virus, qui conclut que l'hydroxychloroquine n'empêche pas de contracter la Covid-19.
Le 12 juin, une étude clinique phase III catalane qui a recruté 2 300 contacts sains en deux branches (hydroxychloroquine/placebo) montre que l'hydroxychloroquine ne protège pas les contacts sains de la contamination (6,2 % dans le groupe contrôle et 5,7 % dans le groupe hydroxychloroquine), confirmant les résultats de l'université du Minnesota (14 % placebo, 12 % hydroxychloroquine).
En juin, une mise à jour d'un article américain paru le 10 mars, qui estimait possible l'efficacité in vitro de l'hydroxychloroquine, affirme désormais, s'appuyant sur plusieurs études ayant des risques de biais faibles ou modérés, qu'il se peut que l'hydroxychloroquine ne réduise pas le risque de décès par rapport aux soins standard, que de fortes doses pourraient causer des dommages et que des études randomisées de haute qualité restent nécessaires pour s'assurer de l'efficacité en soin ou en prévention.
Le 15 juillet, une pré-publication non révisée par les pairs de l'étude clinique phase III randomisée contrôlée britannique Recovery, portant sur 1 561 patients ayant reçu de l'hydroxychloroquine et des soins usuels comparés à 3 155 patients ayant reçu les mêmes soins usuels mais sans hydroxychloroquine, conclut que l'hydroxychloroquine n'est pas associée à une réduction de la mortalité à 28 jours mais qu'elle semble associée à une augmentation de la durée d'hospitalisation (16 jours au lieu de 13) et une augmentation du risque pour les patients sans ventilation invasive à leur entrée dans l'étude d'avoir besoin de ventilation mécanique invasive ou de mourir. Lors de leur inclusion dans l'étude, 60 % des patients étaient sous oxygène et environ 15 % étaient sous ventilation assistée, invasive ou non invasive,,. La mortalité a été élevée dans les deux groupes (environ 25 % de décès). Un épisode de torsades de pointe a été constaté chez un patient recevant l'hydroxychloroquine, mais avec régression spontanée. Cette étude, qui ne combine pas hydroxychloroquine et azithromycine, n'applique pas le protocole défini par le professeur Raoult. Une dose de charge de 2 400 mg d'hydroxychloroquine a été administrée durant les 24 premières heures en quatre prises (deux fois 800 mg, puis deux fois 400 mg). Les neuf jours suivants, les patients ont reçu deux fois par jour 400 mg.
Le 22 juillet, la revue Nature publie une étude qui conclut à l'inefficacité de l'hydroxychloroquine, seule ou avec l'azithromycine, administrée sur des macaques crabiers infectés au SARS-CoV-2, et ceci indépendamment du moment de l'initiation du traitement (avant l'infection, tôt après l'infection avant le pic de charge virale, ou tard après l'infection après le pic de charge virale) et du dosage. Les auteurs concluent qu'il est peu probable que le traitement par hydroxychloroquine ait une activité antivirale dans les compartiments respiratoires, n'ayant observé aucune diminution de la charge virale,.
Le 23 juillet, le NEJM publie un essai clinique phase III randomisé contrôlé brésilien. Il conclut que, chez les patients hospitalisés pour une maladie à Covid-19 d'intensité légère à modérée, l'utilisation de l'hydroxychloroquine, seule ou avec azithromycine, n'améliore pas l'état clinique à 15 jours par rapport aux soins standard. Selon Prescrire, « une prise d'hydroxychloroquine ou d'azithromycine avant le début de l'essai a été rapportée chez respectivement environ 10 % et 35 % des patients de chaque groupe, ce qui diminue le niveau de preuves des résultats »,,.
Le 24 juillet 2020, la revue médicale indépendante Prescrire dresse le bilan de plusieurs essais contrôlés randomisés (dont l'étude britannique Recovery et l'étude brésilienne sortie le 23 juillet). Concernant l'hydroxychloroquine, elle relève l'absence d'efficacité démontrée, y compris dans des formes qualifiées de « légères à modérées » et conclut à une balance bénéfice-risque défavorable, compte tenu du fait que les patients traités avec de l'hydroxochloroquine ont eu plus d'évènements indésirables, tels des troubles digestifs ou un allongement de l'intervalle QT.
Le 30 juillet, le British Medical Journal publie une méta-analyse sur 23 essais randomisés contrôlés (13 à l'état de publication et 10 à l'état de pré-publication). Concernant les traitements antiviraux dont l'hydroxychloroquine, elle met en évidence l'absence de preuve de réduction de la mortalité dans ses essais en comparaison avec les soins standard. Par contre, les antiviraux semblent réduire la durée des symptômes, l'hydroxychloroquine serait la plus efficace avec une réduction de 4 jours et demi mais avec un niveau de preuve « faible » et une possible augmentation du risque d'effets secondaires. Cet effet sur la durée des symptômes disparaît dans la version suivante de la méta-étude publiée en décembre,[réf. souhaitée].
Le 26 août, une méta-analyse réalise un tri drastique sur 585 études, ne sélectionnant que 29 études (25 études observationnelles et 4 essais dont trois randomisés), incluant l'étude britannique Recovery. Les études prises dans leur ensemble indiquent une mortalité pour le groupe HCQ 17 % inférieure à celle du groupe contrôle. En se limitant aux études randomisées, la mortalité est supérieure de 9 % chez les patients HCQ. Les chercheurs ont jugé les écarts non significatifs et ont conclu que l'HCQ n'a pas d'effet notable sur la mortalité. Concernant l'association HCQ/AZ, la mortalité est supérieure de 27 % à celle du groupe contrôle, une surmortalité vue comme une confirmation de résultats préliminaires indiquant que l'association HCQ/AZ pouvait augmenter le risque d'événements cardiovasculaires aigus et potentiellement mortels. Une faiblesse de la méta-analyse est que les études incluent des patients à des stades divers de la maladie et que les doses de traitement, pas toujours documentées, sont variables,,.
Le 15 octobre 2020, une analyse intermédiaire des résultats de l'essai clinique Solidarity Trial piloté par l'OMS conclut que ni le remdésivir, ni l'hydroxychloroquine, ni le lopinavir ou l'interféron n'ont d'effet statistiquement significatif chez ces patients Covid-19, que ce soit en ce qui concerne la mortalité, l'initiation de la ventilation ou la durée d'hospitalisation. Chaque groupe traité est comparé à un groupe contrôle présent au sein du même hôpital, les deux groupes recevant les mêmes soins de base et comportant les mêmes facteurs de risque,,. L'essai continue à enrôler 2 000 patients par mois, et doit évaluer d'autres traitements tels que des anticorps monoclonaux, des immunomodulateurs et de nouveaux antiviraux.
Le 5 novembre, la revue The Lancet publie une étude de cohorte en Angleterre sur 194 637 patients souffrant de polyarthrite rhumatoïde ou de lupus, et dont 30 000 prenaient comme traitement de l'hydroxychloroquine. Selon la revue, cette étude ne montre pas d'effet prophylactique de ce produit contre la Covid-19,.
Le 16 novembre, le site Contagion Live mentionne une étude américaine qui affirme que l'hydroxychloroquine est inefficace contre la Covid-19 pour les patients hospitalisés pour détresse respiratoire.
Un essai américain randomisé contrôlé en double aveugle sur 671 ménages, publié le 8 décembre, ne constatait pas d'effet de l'hydroxychloroquine dans la prévention de l'infection parmi les personnes exposées à l'intérieur des ménages. Plus d'effets secondaires ont été observés dans le groupe traité à l'hydroxychloroquine que dans le groupe traité à la vitamine C.
Une étude française présentée en 2022 conduite sur la pandémie de Covid-19 depuis sa première vague dans huit pays (Turquie, Brésil, Belgique, France, Royaume-Uni, Espagne, Italie, États-Unis) indique que l'hydroxycloroquine a été prescrite selon les pays à 6 à 97 % des patients hospitalisés pour Covid-19 (6 à 16 % en France). Dans ces huit pays, l'hydroxychloroquine aurait causé selon les chercheurs un nombre estimé à 9 485 décès supplémentaires, dont 98 à 256 en France, et 5 645 aux États-Unis. D'après certains experts, ce nombre doit toutefois être relativisé, l'étude de l'université de Lyon ignorant notamment les taux réels de prescriptions dans chaque pays, et ne relevant que six victimes au Brésil,. Cette étude toujours « en cours de relecture » en juin 2022, est publiée le 2 janvier 2024, dans la revue Biomedicine & Pharmacotherapy (Elsevier).
Intitulée « Deaths induced by compassionate use of hydroxychloroquine during the first COVID-19 wave: An estimate », cette étude évalue à environ 17 000 le nombre des personnes mortes à cause du traitement par hydroxychloroquine dans six pays : la France, la Belgique, l'Espagne, l'Italie, la Turquie et les États-Unis. En février 2024, cet article est rétracté à la demande de l'éditeur en chef de la revue, en raison de « deux problèmes majeurs » relatifs à la fiabilité des données et à la méthodologie. Les auteurs de cette étude avaient été dès janvier 2024, selon Le Quotidien du Médecin, « la cible d'une campagne de dénigrement et de harcèlement en ligne. À tel point que leur société savante, la Société française de pharmacologie et de thérapeutique (SFTP) avait réclamé une réaction des autorités et du Conseil national de l'Ordre des médecins. ».
Selon Retractation Watch, en novembre 2024, les auteurs de cette étude retravaillent celle-ci afin de la republier, regrettant le manque de transparence de l'éditeur dans le cadre de la procédure de rétractation.

## Ivermectine
En novembre 2020, étude présentée comme un essai randomisé contrôlé, conclut au bénéfice du traitement, mais est finalement rétractée en juillet 2021, après la démonstration qu'elle était falsifiée.
Rapidement, des spécialistes alertent contre l'utilisation des résultats uniquement obtenu in vitro et demandent « une diligence raisonnable et un examen réglementaire, nécessaires avant de tester l'ivermectine dans le COVID-19 ».
En France, au début de la pandémie, l'attention est attirée par le fait que, dans un EHPAD, une résidente atteinte de gale profuse n'a présenté que peu de complications face à la COVID-19 après avoir été traitée (oralement) par l'ivermectine : « tous les cas observés de Covid-19 dans l'EHPAD-A « traité » par l'ivermectine étaient mineurs, sans décès durant la période d'étude, alors que les résidents « contrôles » (sans ivermectine) des EHPAD, appariés selon âge, effectif et niveau socio-économique, ont montré une fréquence de Covid-19 et une mortalité plus élevées,. » 
En avril 2021, une hypothèse explicative a été proposée : un effet indirect du parasite de la gale (Sarcoptes scabiei) sur la Covid-19 est que ce parasite module « durant 4 à 8 semaines après l'infestation initiale les réponses inflammatoires et immunitaires de l'hôte, » [source secondaire nécessaire]

En France, les études ayant testé l'ivermectine étaient en 2020 considérées comme non probantes et fondées sur un modèle non-pertinent. En outre, les études observationnelles n'ont pas été concluantes,. Fin décembre 2020, près d'une trentaine de publications estiment que l'ivermectine n'a pas d'effet prouvé.
En février 2021, l'INSERM et la Société française de Pharmacologie et Thérapeutique (SFPT) rappellent que l'efficacité de l'ivermectine contre le Covid n'est toujours pas scientifiquement démontrée.
En mars 2021, après avoir examiné les résultats de 16 essais contrôlés randomisés, les experts mandatée par l'OMS ont conclu que « les données selon lesquelles l'ivermectine permettrait de réduire la mortalité, la nécessité d'un recours à la ventilation mécanique, la nécessité d'une hospitalisation et la durée avant une amélioration clinique chez les patients Covid-19 sont très peu fiables ». Selon son fabricant, Merck, l'idée d'un « potentiel effet thérapeutique contre la Covid-19 n'a aucune base scientifique ».
Un mois plus tard (avril 2021), une méta-analyse conduite par Pierre Kory conclut qu'il existerait des réductions importantes et statistiquement significatives de la mortalité, du délai de guérison clinique et du délai de clairance virale, avant d'être contestée, en raison des études incluses dans la méta-analyse, qui tendent à porter sur des effectifs réduits et qui sont discutables, comme une étude en Argentine dont l'existence même est douteuse, ; l'ivermectine n'est pas le médicament miracle annoncé par P. Kory qui a ensuite soutenu qu'il existerait un complot visant à censurer les informations afférentes à ce traitement. Cette méta-analyse avait été précédemment rejetée par la revue Frontiers in Pharmacology, car cet article faisait « une série d'allégations fortes et dénuées de fondement basées sur des études avec une portée statistique insuffisante et parfois sans utiliser de groupes de contrôle » et que ses auteurs « ont de plus promu leur propre traitement spécifique basé sur l'ivermectine ». Pierre Kory et l'association qu'il préside, la FLCCC (en), avaient déjà été accusés de faire la promotion de l'ivermectine. Selon une méta-revue de Cochrane à fin mai 2021, il n'existe pas de données probantes permettant d'identifier des effets.
Le 12 juillet 2021, l'Institut Pasteur publie une étude qui montre que l'ivermectine est « très efficace pour prévenir la réaction inflammatoire mortelle déclenchée par le coronavirus sur un modèle animal prometteur : le hamster », mais sans pour autant avoir d'impact sur la charge virale. Et trois jours plus tard (15 juillet 2021) Le Figaro titre sur une étude israélienne randomisée en double aveugle menée contre un placebo sur un échantillon de 89 personnes positives à la maladie, en prépublication réalisée entre le 15 mai 2020 et fin janvier 2021, selon laquelle l'ivermectine « pourrait » réduire drastiquement la transmission du Covid-19 (sans toutefois prévenir la maladie ni réduire les risques d'hospitalisation). Le Figaro corrige ensuite son article, avec l'aide de Mathieu Molimard (de la Société française de pharmacologie et de thérapeutique ou SFPT) : l'étude en question n'est qu'un preprint qui n'est pas encore été publié dans une revue scientifique (tout comme la plupart des études cliniques récemment publiées sur d'éventuels effets de l'ivermectine sur la COVID) ; « elle présente des biais méthodologiques rendant les résultats difficilement interprétables et ne permettant pas de tirer des conclusions » ; en particulier, un biais de mesure, avec trois seuils de détection différents selon ce qu'on teste le placebo ou l'ivermectine font de l'étude « du grand n'importe quoi ». Cette étude est finalement publiée en juillet 2022 puis amendée.
Une autre étude prétendant avoir trouvé des effets bénéfiques chez les patients, et souvent citée dans la littérature, est finalement retirée (pour cause de données incohérentes et de preuves truquées).
Début août 2021, une « revue Cochrane » confirme et renforce l'avis des scientifiques selon lequel l'ivermectine ne devrait pas être utilisée contre la maladie : « Les études achevées sont petites et peu sont considérées comme de haute qualité. Plusieurs études en cours pourraient produire des réponses plus claires dans les mises à jour de la revue. Dans l'ensemble, les preuves fiables disponibles ne soutiennent pas l'utilisation de l'ivermectine pour le traitement ou la prévention de la COVID‐19 hors d'essais randomisés bien conçus »,.
En 2022, une nouvelle méta-revue portant sur les 25 études non-rétractées de type essai contrôlé randomisé présentes au 22 juillet 2022 dans quatre bases de publication différentes conclut à l'absence d'efficacité démontrée de l'ivermectine, avec un doute sur les effets indésirables compte-tenu de la faible qualité des études.

### Adoption de la molécule en traitement et en prophylaxie dans certains pays
En 2020 et 2021, la molécule est fortement en demande dans différentes parties du monde, notamment en Amérique du Sud, en Afrique et en Asie,.
Elle est utilisée notamment en Afrique du Sud, et au Zimbabwe,, en Bolivie,, et en Colombie, en Malaisie,, Inde (en combinaison avec du zinc, de la vitamine D et de la doxycycline), Bangladesh (en test,), au Portugal, et en Slovaquie,.
Une enquête menée dans 23 pays sur le 1er semestre 2022 indique que l'ivermectine était alors utilisée aussi fréquemment que d'autres médicaments approuvés, essentiellement en dehors des pays développés.
Selon une revue systématique et une méta-analyse publié en novembre 2022, « Bien que l'effet protecteur de l'ivermectine a été mis en évidence sur la population préalablement traitée, les résultats n'étaient pas fiables en raison de la mauvaise qualité des preuves ».

#### Mexique
Au Mexique, en juillet 2020, le Chiapas distribue des kits de traitement précoce. En janvier 2021, plusieurs États du Mexique (dont la ville de Mexico) adoptent officiellement un traitement ambulatoire précoce (TAP) à base d'azithromycine et d'ivermectine.

#### Amérique du sud
Plusieurs autres pays adoptent la molécule, en traitement associé avec d'autres produits, puis en prévention : au Nicaragua pour le personnel soignant, au Honduras, au Belize. Des kits contenants entre autres de l'ivermectine sont distribués en Bolivie, au Guatemala et au Salvador.

#### Inde
En Inde, l'État d'Uttar Pradesh recommande l'ivermectine en prophylaxie et en traitement de la Covid-19 depuis le 6 août 2020.
Le gouvernement indien et le ministère de la santé publient le 23 avril 2021 une édition révisée de leurs directives de traitement (Clinical Guidance for Management of Adult Covid-19 Patients), puis, le 28 avril 2021, une édition révisée de leurs directives sur la quarantaine à domicile pour les malades atteints de formes modérés ou asymptomatiques de la Covid-19 (National clinical management protocol for Covid-19), en remplacement de l'édition précédente du 2 juillet 2020. Ces nouvelles éditions, puis celle du 24 mai 2021, suggèrent la prise de cachets d'ivermectine (200 μg/kg à jeun une fois par jour pendant 3 à 5 jours), ou d'hydroxychloroquine.
Les 10, 11 et 12 mai 2021, les gouvernements des États de Goa, Karnataka et Uttarakhand annoncent des distributions massives d'ivermectine à leur population. À Goa, toutefois, l'annonce du gouvernement ne sera pas mise en œuvre pour la prophylaxie.
De son côté, l'État du Tamil Nadu inclut l'ivermectine le 10 mai dans sa liste de médicaments recommandés en traitement précoce, mais l'en retire le 13 mai à la suite d'un tweet de Soumya Swaminathan, directrice générale adjointe chargée des programmes de l'OMS, rappelant la recommandation de l'OMS de réserver l'ivermectine en traitement du Covid-19 aux essais cliniques,.

#### Indonésie
L'Indonésie autorise l'ivermectine en traitement précoce sur prescription médicale depuis juin 2021.

#### Zimbabwe
En 2021, le Zimbabwe autorise également l'ivermectine.